# Alejandro Peris Caruana
Alejandro Peris Caruana (Sagunt, 25 de setembre de 1902 - Jaén, 22 d'agost de 1939) va ser un advocat i polític valencià, víctima de la repressió després de la Guerra Civil, executat per la dictadura franquista.
Llicenciat en Dret per la Universitat Central de Madrid, va guanyar una plaça com a oficial de telègrafs i va ser destinat a la província de Jaén. Allí s'afiliaria al Partit Socialista Obrer Espanyol (PSOE) en l'agrupació socialista de la capital de Jaén. Va ser escollit diputat a Corts per la circumscripció de Jaén en les eleccions generals de 1931 i de febrer de 1936, no obtenint escó a les de 1933.
Durant la Segona República va romandre a Jaén, encara que per un breu període va ser traslladat a València. Durant la revolució de 1934 va ser membre del Comitè Revolucionari de Jaén, per la qual cosa va ser confinat a la província de Granada i la d'Almeria. Dins del PSOE, va ser president de la Federació Provincial de Jaén, delegat al Congrés socialista de 1932, advocat de la Casa del Pueblo i representant del partit en el comitè d'enllaç amb el Front Popular.
En produir-se el revolta militar de juliol de 1936 que va donar lloc a la Guerra Civil, va ser tinent coronel de les milícies populars en l'ofensiva de Còrdova al comandament d'una unitat coneguda com a batalló Peris o columna Peris i comissari polític de la 20a Divisió. Després va ser degà del Col·legi d'Advocats de Jaén i director del periòdic socialista Democracia. Al final de la guerra a la zona va pactar la rendició de Jaén a canvi d'organitzar una columna d'exiliats que es refugiessin en territori republicà, però l'expedició va ser atacada pels revoltats. Peris va ser detingut a Mancha Real, jutjat en consell de guerra sumaríssim i condemnat a mort, i afusellat a Jaén l'agost de 1939.